# 1924 год в истории метрополитена
В этой статье перечисляются основные  события из истории метрополитенов в 1924 году. Полужирным шрифтом выделены открытия новых транспортных систем.

## События
- 19 апреля — открыта станция Belle-Alliance-Straße (ныне Mehringdamm) линии U6 Берлинского метрополитена[1].
- 30 июня — открыт участок линии Канарси Нью-Йоркского метрополитена со станциями: «Шестая авеню», «Юнион-сквер», «Третья авеню», «Первая авеню», «Бедфорд-авеню», «Лоример-стрит», «Грейам-авеню», «Гранд-стрит», «Монтроз-авеню».[2]
- 30 декабря — открыт Барселонский метрополитен, второй в Испании (после мадридского).
- В Управлении московских городских дорог и трамвайной сети был создан подотдел по подготовке проекта метрополитена.[3]